# Das Racist
Das Racist fue un grupo de hip hop alternativo nacido en Brooklyn, Nueva York, que estaba compuesto por los MCs Himanshu Suri (también conocido como Heems), Víctor Vázquez (apodado Kool AD) y el hype man Ashok Kondabolu (apodado Dap). Conocido por su uso del humor, referencias académicas, alusiones al extranjero, y estilo poco convencional, Das Racist ha sido desestimada como rap broma y aclamada como una voz urgente nuevo en el rap.
Después de alcanzar a la fama en Internet con su canción de 2008 "Combination Pizza Hut and Taco Bell", Das Racist se consolidó como raperos creíbles con el lanzamiento en 2010 de los mixtapes Shut Up, Dude y Sit Down, Man. La revista Spin nombró a Das Racist como uno de los cincuenta grupos que había que ver en el festival SXSW 2010, y en abril de 2010, MTV Iggy seleccionó Das Racist como una de las "mejores 25 nuevas bandas en el mundo". Rolling Stone declaró que la canción "hahahaha jk?" de Sit Down, Man era una de las mejores cincuenta de 2010.
Su primer disco comercial, Relax fue lanzado en septiembre de 2011. Rolling Stone lo incluso en su lista de los mejores cinquenta álbumes de 2011, y Spin dijo que era el cuarto álbum mejor de rap del año. En noviembre de 2011, Das Racist apareció en la portada de la revista Spin, con un artículo escrito por el hermano de Dap, el comediante Hari Kondabolu. El 28 de noviembre de 2011, el grupo hizo su debut en la televisión estadounidense en el programa de Conan. En diciembre de 2012, anunciaron que se había separado y ya no forman un grupo.

## Discografía

### Álbumes
- Relax (2011)

### Mixtapes
- Shut Up, Dude (2010)
- Sit Down, Man (2010)